# Nighthawk Custom
A Nighthawk Custom é uma empresa Norte americana de armas de fogo com sede em Berryville, Arkansas, EUA, que fabrica pistolas M1911, rifles, revólveres, espingardas e facas táticas voltados para: atiradores de competição, militares, policiais e autodefesa em geral.

## Histórico
A Nighthawk foi formada (oficialmente) em 2004, quando alguns dos armeiros que trabalhavam para a "Wilson Combat" deixaram de se concentrar exclusivamente em pistolas personalizadas. Ambas as empresas estão localizadas em Berryville. Mark Stone é o fundador e proprietário da Nighthawk Custom. A Nighthawk foi altamente elogiada por sua qualidade e atendimento ao cliente. A Nighthawk se propõe a fornecer a "diferença Nighthawk", não importa a tarefa.
Ao longo dos anos, os armeiros da Nighthawk usaram suas habilidades para crescer de apenas construir pistolas estilo "1911" para agora também fazer espingardas personalizadas, facas e uma versão aprimorada da Browning Hi-Power. A Nighthawk também tem uma oficina mecânica em pleno funcionamento que produz as peças, que são usadas para construir suas armas de fogo de alta qualidade.

## Nighthawk Custom
A Nighthawk Custom é especializado em oferecer pistolas confiáveis e precisas, feitas para todos os tipos de tiro. O catálogo de produtos inclui as linhas: "Talon", "Dominator", "AAC" e "Predator". O "Talon" tem três variedades, o Talon 5", o Talon II e o Talon II com "Bobtail". Todas as pistolas da linha Custom são totalmente personalizáveis, desde o acabamento até a mira e o design da empunhadura. As pistolas têm acabamento com revestimento de nitreto devido à sua durabilidade e eles variam em preço de US$ 3.000 a US$ 7.000.

## Modelos Richard Heinie
Richard Heinie, uma figura respeitada na comunidade M1911, havia solicitado à Nighthawk para construir uma gama de suas renomadas pistolas sob sua supervisão. Esta parceria surgiu quando Heinie testemunhou algumas das pistolas da Nighthawk em um evento de tiro e ficou impressionado com a qualidade e acabamento. A linha "Heinie" compreende a "Lady Hawk", a "PDP" e a "Tactical Carry". Eles não são tão personalizáveis quanto a faixa Custom normal; no entanto, eles ainda são feitos com o mesmo alto padrão. O "Lady Hawk" é voltado para mulheres e tem uma empunhadura mais fina e dispara o cartucho menos potente de 9×19 mm em vez do .45 ACP padrão.

## Nighthawk Tactical
O ramo tático da Nighthawk é especializado em produtos militares e de defesa residencial, em vez de pistolas colecionáveis ou de competição. O catálogo cobre uma pequena seleção de pistolas e sua linha de espingardas táticas "Overseer".
A GRP ou "Global Response Pistol" é a pistola principal na oferta de produtos táticos. É um modelo básico que oferece a precisão e a confiabilidade das pistolas Nighthawk de última geração, mas não inclui algumas das atualizações adicionais de última geração disponíveis. A Nighthawk sobre sua pistola "Enforcer" afirma que é: "sua pistola de maior prestígio e é construída por um armeiro do início ao fim e usando peças totalmente usinadas, a pistola atua no mais alto nível de tiro ao alvo". Esta arma foi projetada e construída para lidar com vários pontos fracos da arma M1911 padrão. Suas características exclusivas incluem um tubo de êmbolo que é parte integrante da estrutura da arma, um compartimento de carregador que também é parte integrante e um batente deslizante que foi cortado rente à estrutura. Outro modelo campeão de vendas na linha de pistolas táticas é o "Shadowhawk". Resultante de uma colaboração com Steve Fisher, o "Shadowhawk" tem muitas atualizações que irão satisfazer qualquer cliente Procurando a melhor 1911 tática no mercado.

## Rifle tático
Por um tempo limitado, a Nighthawk construiu rifles de precisão personalizados. Como a Nighthawk era um dos patrocinadores da "International Sniper Competition" em Fort Benning, Geórgia, eles construíram um rifle de precisão. A Nighthawk se inspirou nos rifles presentes na Competição para oferecer um rifle de precisão aos seus clientes. A Nighthawk levou esses rifles um passo adiante e criou sua linha de rifles táticos. Com a opção de trilho Picatinny aparafusado ou integral, os rifles puderam ser personalizados com miras e acabamentos diferentes. O acabamento foi em "Perma Kote" podendo ser em camuflagem ou um esquema de cores personalizado. Os rifles podiam ser compartimentados em uma variedade de calibres variando de .222 Remington a .338 Lapua Magnum.

## Espingarda tática
A Nighthawk oferece serviços de customização para espingardas e/ou escopetas, incluindo uma vasta gama de produtos complementares e periféricos externos e internos. A arma é construída a partir de uma Remington 870 padrão.
O acabamento é Perma Kote e uma variedade de miras estão disponíveis, sejam adicionadas ao quadro, como a mira frontal de fibra ótica para o trilho Picatinny Aimpoint Comp M4, uma mira mais normalmente vista nos rifles de assalto "M4 Carbine" e M16A4. A espingarda está disponível com coronha de cinco posições inspirado no M4 ou uma coronha Hogue mais convencional com cabo de pistola embutido. Lanternas táticas, porta-cartuchos, amortecedores de recuo e zarelhos para fixação de bandoleiras estão disponíveis.

## Facas
A Nighthawk Tactical fabrica uma variedade de facas militares táticas. Existem quatro modelos "originais" dessa linha: o "Model 510", o "Model 525", o "Model 530" e o "Model 550". Eles são muito semelhantes em material, mas variam em acabamento e comprimento da lâmina, sendo o mais longo de 7" o "Model 550" e o mais curto o "Model 525" com 3 ½" de lâmina.